# آلوین ایلی
آلوین ایلی (به انگلیسی: Alvin Ailey) (زادهٔ ۵ ژانویه ۱۹۳۱ – درگذشتهٔ ۱ دسامبر ۱۹۸۹) رقصنده و رقصپرداز آمریکایی آفریقایی‌تبار است که هم او مؤسس گروه رقص تئاتر آلوین ایلی در نیویورک سیتی است. ایلی با عمومی سازی رقص مدرن و تغییرات اساسی در شرکت کنندگان آمریکایی‌های آفریقایی تبار در کنسرتهای رقص قرن بیستم شناخته شده‌است. گروه او به سبب تورهای فزاینده بین‌المللیش لقب سفیر فرهنگی جهانی گرفت. شاهکارهای الهام بخش او در رقصپردازی شناخته شده‌ترین آثار نمایش رقص است. در سال ۱۹۷۷ او مدال اسپینگارن را از جامعه بین‌المللی برای پیشرفت مردم رنگین پوست (NAACP) دریافت کرد. او نشان افتخار مرکز کندی را در سال ۱۹۸۸ درست یکسال پیش از فوت خود دریافت کرد.